# One More Time (Blink-182)
One More Time è un singolo del gruppo musicale statunitense Blink-182, pubblicato il 22 settembre 2023. La canzone è stata pubblicata insieme a More than You Know.

## Descrizione
Il testo del brano è incentrato sul rapporto tra i tre membri storici del gruppo, e delle varie vicissitudini occorse nel corso degli anni di vita della band e tra di loro. Il chitarrista Tom De Longe ha dichiarato di avere avuto l'intenzione, durante la fase di composizione dell'album, di includere un build up di chitarra elettrica verso la metà del brano, ma di aver deciso, all'ultimo, di tenere la canzone su un tono più calmo insieme agli altri membri del gruppo.
Il brano ha debuttato dal vivo il 6 ottobre 2023 all'Unipol Arena di Casalecchio di Reno, come encore del concerto.

## Video musicale
Un videoclip della canzone, diretto da Carlos López Estrada, è stato pubblicato il 21 settembre 2023 su YouTube.

## Tracce
Testi e musiche di Mark Hoppus, Tom DeLonge, Travis Barker, Aldae, Andrew Goldstein.
1. One More Time – 3:28

## Formazione
Gruppo
- Mark Hoppus – voce, basso
- Travis Barker – batteria, percussioni, cori, produzione
- Tom DeLonge – voce, chitarra acustica

Altro personale
- Kevin Bivona – pianoforte, strumenti ad arco, ingegneria del suono
- Aldae – coproduzione
- Andrew Goldstein – coproduzione
- Nick Morzov – ingegneria del suono
- Eric Emery – ingegneria del suono
- John Warren – ingegneria del suono
- Kevin Gruft – ingegneria del suono
- Aaron Rubin – ingegneria del suono
- Matt Wolach – assistente all'ingegneria del suono
- Mark "Spike" Stent – missaggio
- Randy Merrill – mastering